# Peix globus

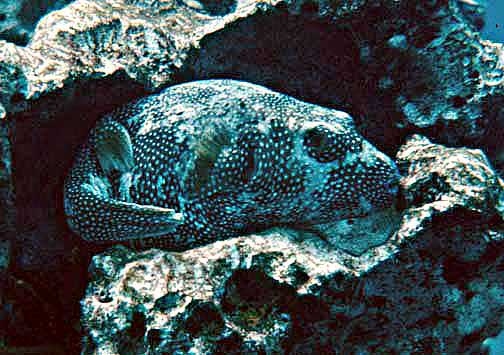
Peix globus

El peix globus (Diodon hystrix) és una espècie de peix de la família dels diodòntids i de l'ordre dels tetraodontiformes.
Al Mediterrani ibèric es troben 3 espècies de peix globus diferents (Sphoeroides pachygaster, Lagocephalus lagochepalus i Lagocephalus sceleratus), totes són tòxiques amb major o menor grau, degut a la presència d’una toxina paralitzant del sistema nerviós (tetrodotoxina) i, per tant, no aptes per al consum. Per això, la seva comercialització està prohibida.

Aquests peixos presenten una coloració blava grisenca, marronosa o verdosa pel dors i blanca per la part ventral. El ventre està recobert de nombroses petites espines i pot inflar-lo quan se sent en perill. No tenen escates visibles.

## Morfologia
- Els mascles poden assolir 91 cm de longitud total[3] i 2.800 g de pes.[4][5]

## Alimentació
Menja invertebrats de closca dura, com ara gastròpodes, crancs i garotes.

## Depredadors
És depredat per la llampuga (Coryphaena hippurus), Istiophorus albicans (al Brasil), Makaira nigricans (Brasil), Tetrapturus albidus (Brasil), Acanthocybium solandri (Estats Units) i el tauró tigre (Galeocerdo cuvier).

## Hàbitat
És un peix marí, de clima subtropical i associat als esculls de corall que viu entre 2-50 m de fondària.

### Distribució geogràfica
Es troba a tots els oceans de clima tropical, incloent-hi la mar Mediterrània.

## Costums
És un peix solitari i nocturn.

## Observacions
No es pot menjar, ja que és molt verinós.